# كلاوديو سانشيز
كلاوديو سانشيز (بالإنجليزية: Claudio Sanchez)‏ (و. 1978  م) هو مغني، وموسيقي أمريكي، ولد في سوفرن، يستخدم آلات قيثارة.

## روابط خارجية
- كلاوديو سانشيز على موقع ميوزك برينز (الإنجليزية)
- كلاوديو سانشيز على موقع أول ميوزيك (الإنجليزية)
- كلاوديو سانشيز على موقع ديسكوغز (الإنجليزية)